# Love from a Stranger (film, 1947)
Love from a Stranger är en amerikansk film noir från 1947 i regi av Richard Whorf, med John Hodiak, Sylvia Sidney och Ann Richards i huvudrollerna. Filmen är också känd som A Stranger Walked In i Storbritannien. Den är baserad på pjäsen med samma titel av Frank Vosper, inspirerad av novellen Philomel Cottage av Agatha Christie, som tidigare hade gjorts om till en brittisk film från 1937 Love from a Stranger med Basil Rathbone i huvudrollen.

## Handling
En kvinna fruktar att hennes nye man ska döda henne.

## Rollista
- John Hodiak – Manuel Cortez
- Sylvia Sidney – Cecily Harrington
- Ann Richards – Mavia
- John Howard – Nigel Lawrence
- Isobel Elsom – Auntie Loo-Loo
- Ernest Cossart – Billings
- Philip Tonge – Dr. Gribble
- Anita Sharp-Bolster – Ethel (husa)
- Frederick Worlock – kommissarie Hobday
- Phyllis Barry – servitris

## Produktion
Filmen var en av de första från det nybildade Eagle Lion Productions. Arturo de Cordova tillkännagavs som stjärna. Margaret Lockwood var tänkt för den kvinnliga rollen. Så småningom gick den kvinnliga huvudrollen till Sylvia Sidney och John Hodiak lånades från MGM för den manliga huvudrollen.
Inspelningen var tänkt att börja den 15 januari 1947 men försenades till mars. Anne Richards hade precis gjort Lost Honeymoon för Eagle Lion.

## Mottagande
Variety kallade den "en rättvis thriller, utan nyhet eller någon särskild "synvinkel", med lite spänning, överraskning eller spänning, och endast måttliga utsikter till biljettintäkter.
Thomas M. Pryor, filmkritiker på The New York Times, gav filmen en ljummen recension. Han skrev: "Det kan mycket väl vara så att vissa kommer att finna en smula spänning i Love from a Stranger. Men den genomsnittlige biobesökaren är en ganska "hip"-kund och chansen är stor att han kommer att ligga så långt före berättelsen att dess klimaktiska scen kommer att explodera med all dundren från en pistol."
Kritikern Craig Butler hade också problem med filmen, främst manuset. Han skrev: "En måttligt underhållande mysterierulle (vars historia var bättre när den ursprungligen filmades 1937), Love from a Stranger är ett adekvat men ospännande sätt att spendera en och en halv timme eller så. Stranger vill vara en smart thriller, och den börjar bra. Tyvärr blir det ganska uppenbart ungefär halvvägs in i filmen, så den nödvändiga spänningen saknas helt enkelt."